# Walther PP Super
Le PP Super est un pistolet semi-automatique produit dans les années 1970 par Carl Walther et dérivé du PP.

## Historique
Au milieu des années 1970, Carl Walther entreprend de moderniser le Walther PP datant de 1929. Destiné comme ce dernier aux forces de police, le PP Super est adapté pour s’adapter à l’évolution des missions de la police en Europe. En particulier, Walther choisit d’utiliser la cartouche 9 × 18 mm Police, conçue pour limiter le risque de dommages collatéraux. Toutefois, au contraire du modèle original, le PP Super n’a pas été un grand succès commercial et n’a été acquis que par quelques forces de police en Allemagne.

## Description
Le PP Super dispose d’une nouvelle carcasse, plus longue et plus anguleuse que le PP, ainsi que d’une poignée plus ergonomique. Le mécanisme est en revanche essentiellement le même que celui du PP. Le principal changement réside dans la sûreté : alors que sur le PP il n’est pas possible de tirer lorsque la sûreté est mise, celle du PP Super ne sert qu’à désarmer le chien et à empêcher un tir accidentel causé par un choc. Lorsque l’arme est chargée et le cran de sûreté mis, l’arrière du percuteur s’emboîte dans un creux de la face interne du chien, ce qui empêche qu’il soit poussé par un mouvement involontaire du chien. En revanche, en cas de pression sur la queue de détente, le système double action arme le chien et un levier fait en même temps remonter légèrement le percuteur, qui est alors aligné avec la face plane du chien et peut-être percuté lorsque celui-ci retombe. Ce système fait débat, car, s’il permet de tirer plus rapidement en cas d’urgence, il est souvent perçu comme moins sûr qu’un cran de sûreté classique empêchant totalement le tir.
Le PP Super est chambré en 9 × 18 mm Police, une cartouche conçue pour maximiser la puissance d’arrêt, tout en réduisant le risque de ricochet afin de pouvoir être utilisée dans les rues fréquentées des villes européennes en limitant le risque de toucher par accident des passants. Le chargeur contient sept cartouches.